# 트레이시 톰스
트레이시 톰스(Tracie Thoms, 1975년 8월 19일 ~ )는 미국의 배우이다.

## 출연 작품
- 스트레이트 업 (2019)
- 좋은 부모 대소동 (2018)
- 나인 라이즈 (2016)
- 미드나잇 인 뉴욕 (2016, A New York Christmas)
- 에쿼티 (2016)
- 더 드로우닝 (2016)
- 애니 (2014)
- 레이즈: 데스매치 (2013)
- 맥카닉: 마지막 추격 (2013)
- 미팅 이블 (2012)
- 루퍼 (2012)
- 세이프 하우스 (2012)
- 원더 우먼 (2011)
- 아이 윌 팔로우 (2010)
- 피터 앤 반디 (2009)
- 굿 헤어 (2009)
- 렌트 : 브로드웨이 공연 (2008)
- 디센트 (2007)
- 섹스와 아침 (2007)
- 데쓰 프루프 (2007)
- 그라인드하우스 (2007)
- 악마는 프라다를 입는다 (2006)
- 렌트 (2005)
- 브라더 투 브라더 (2004)

### 텔레비전
- 콜드 케이스 (2005-10)
- Up Close with Carrie Keagan (2007) - 본인